# Syzygium utilis
Syzygium utilis är en myrtenväxtart som först beskrevs av Talbot, och fick sitt nu gällande namn av N.C. Rathakrishnan och N.Chandrasekharan Nair. Syzygium utilis ingår i släktet Syzygium och familjen myrtenväxter. IUCN kategoriserar arten globalt som otillräckligt studerad. Inga underarter finns listade i Catalogue of Life.